# جیم لوپس
جیم لوپس (انگلیسی: Jim López; ۶ ژوئیهٔ ۱۹۱۲ – ۲۱ آوریل ۱۹۷۹) با نام اصلی آلخاندرو گالان (اسپانیایی: Alejandro Galán‎) مربی فوتبال اهل آرژانتین بود.
از باشگاه‌هایی که در آن بازی کرده است می‌توان به باشگاه فوتبال جیمناسیا لاپلاتا اشاره کرد.